# Herur (B), Gulbarga
Herur (B) là một làng thuộc tehsil Gulbarga, huyện Gulbarga, bang Karnataka, Ấn Độ.